# Walter Payton Man of the Year Award
O Walter Payton NFL Man of the Year Award (br: Prêmio Walter Payton de Homem do Ano, pt: Prémio Walter Payton de Homem do Ano) é um prêmio dado anualmente pela National Football League, horando jogadores que fazem trabalhos voluntários ou de caridade, além de sua performance em campo. Até 1999, o prêmio era chamado de NFL Man of the Year Award. Depois que o running back Walter Payton do Chicago Bears morreu, foi renomado para honrar seu legado de um bom jogador dentro e fora de campo. A cada ano, os 32 times selecionam um jogador para representar o clube na votação do prêmio. Os juízes, que inclui o Comissário da NFL, Connie Payton (viúva de Walter Payton), o vencedor do ano anterior e alguns outros ex-jogadores selecionam o vencedor. O então Homem do Ano recebe um cheque de US$50,000 dólares em seu nome para doar a qualquer instituição de sua escolha. Os outros 31 finalistas também recebem um cheque de US$5,000 dólares para doar. O Kansas City Chiefs, Pittsburgh Steelers e Chicago Bears tiveram mais vencedores do prêmio do que qualquer outro time, com cinco vencedores cada.
A NFL descreve o prêmio como seu "prêmio de maior prestígio" e os ganhadores às vezes colocam este prêmio entre os seus mais queridos.

## Vencedores do Walter Payton NFL Man of the Year
| Ano  | Vencedor                       | Posição                   | Time                                  |
| ---- | ------------------------------ | ------------------------- | ------------------------------------- |
| 2024 | Arik Armstead                  | Defensive End             | Jacksonville Jaguars                  |
| 2023 | Cameron Heyward                | Defensive tackle          | Pittsburgh Steelers                   |
| 2022 | Dak Prescott                   | Quarterback               | Dallas Cowboys                        |
| 2021 | Andrew Whitworth               | Left Tackle               | Los Angeles Rams                      |
| 2020 | Russell Wilson                 | Quarterback               | Seattle Seahawks                      |
| 2019 | Calais Campbell                | Defensive end             | Jacksonville Jaguars                  |
| 2018 | Chris Long                     | Defensive End             | Philadelphia Eagles                   |
| 2017 | J. J. Watt                     | Defensive End             | Houston Texans                        |
| 2016 | Larry Fitzgerald               | Wide receiver             | Arizona Cardinals                     |
| 2016 | Eli Manning                    | Quarterback               | New York Giants                       |
| 2015 | Anquan Boldin                  | Wide receiver             | San Francisco 49ers                   |
| 2014 | Thomas Davis                   | Linebacker                | Carolina Panthers                     |
| 2013 | Charles Tillman                | Cornerback                | Chicago Bears                         |
| 2012 | Jason Witten                   | Tight end                 | Dallas Cowboys                        |
| 2011 | Matt Birk                      | Center                    | Baltimore Ravens                      |
| 2010 | Madieu Williams                | Safety                    | Minnesota Vikings                     |
| 2009 | Brian Waters                   | Guard                     | Kansas City Chiefs                    |
| 2008 | Kurt Warner                    | Quarterback               | Arizona Cardinals                     |
| 2007 | Jason Taylor                   | Defensive End             | Miami Dolphins                        |
| 2006 | Drew Brees LaDainian Tomlinson | Quarterback Running Back  | New Orleans Saints San Diego Chargers |
| 2005 | Peyton Manning                 | Quarterback               | Indianapolis Colts                    |
| 2004 | Warrick Dunn                   | Running Back              | Atlanta Falcons                       |
| 2003 | Will Shields                   | Guard                     | Kansas City Chiefs                    |
| 2002 | Troy Vincent                   | Cornerback                | Philadelphia Eagles                   |
| 2001 | Jerome Bettis                  | Running Back              | Pittsburgh Steelers                   |
| 2000 | Derrick Brooks Jim Flanigan    | Linebacker Defensive Line | Tampa Bay Buccaneers Chicago Bears    |
| 1999 | Cris Carter                    | Wide Receiver             | Minnesota Vikings                     |
| 1998 | Dan Marino                     | Quarterback               | Miami Dolphins                        |
| 1997 | Troy Aikman                    | Quarterback               | Dallas Cowboys                        |
| 1996 | Darrell Green                  | Cornerback                | Washington Redskins                   |
| 1995 | Boomer Esiason                 | Quarterback               | New York Jets                         |
| 1994 | Junior Seau                    | Linebacker                | San Diego Chargers                    |
| 1993 | Derrick Thomas                 | Linebacker                | Kansas City Chiefs                    |
| 1992 | John Elway                     | Quarterback               | Denver Broncos                        |
| 1991 | Anthony Muñoz                  | Tackle                    | Cincinnati Bengals                    |
| 1990 | Mike Singletary                | Linebacker                | Chicago Bears                         |
| 1989 | Warren Moon                    | Quarterback               | Houston Oilers                        |
| 1988 | Steve Largent                  | Wide Receiver             | Seattle Seahawks                      |
| 1987 | Dave Duerson                   | Safety                    | Chicago Bears                         |
| 1986 | Reggie Williams                | Linebacker                | Cincinnati Bengals                    |
| 1985 | Dwight Stephenson              | Center                    | Miami Dolphins                        |
| 1984 | Marty Lyons                    | Defensive Tackle          | New York Jets                         |
| 1983 | Rolf Benirschke                | Placekicker               | San Diego Chargers                    |
| 1982 | Joe Theismann                  | Quarterback               | Washington Redskins                   |
| 1981 | Lynn Swann                     | Wide Receiver             | Pittsburgh Steelers                   |
| 1980 | Harold Carmichael              | Wide Receiver             | Philadelphia Eagles                   |
| 1979 | Joe Greene                     | Defensive lineman         | Pittsburgh Steelers                   |
| 1978 | Roger Staubach                 | Quarterback               | Dallas Cowboys                        |
| 1977 | Walter Payton                  | Running Back              | Chicago Bears                         |
| 1976 | Franco Harris                  | Running Back              | Pittsburgh Steelers                   |
| 1975 | Ken Anderson                   | Quarterback               | Cincinnati Bengals                    |
| 1974 | George Blanda                  | Quarterback               | Oakland Raiders                       |
| 1973 | Len Dawson                     | Quarterback               | Kansas City Chiefs                    |
| 1972 | Willie Lanier                  | Linebacker                | Kansas City Chiefs                    |
| 1971 | John Hadl                      | Quarterback               | San Diego Chargers                    |
| 1970 | Johnny Unitas                  | Quarterback               | Baltimore Colts                       |